# Бодсворт, Фред
Фред Бодсворт (англ. Charles Frederick Bodsworth; 1918—2012) — канадский писатель, журналист и натуралист-любитель.

## Биография
Родился 11 октября 1918 года в канадской провинции Онтарио (в Port Burwell (англ.)).
Работал журналистом в журналах St. Thomas Times-Journal, The Toronto Star, and Maclean’s. В 1964—1967 годах был президентом Федерации натуралистов Онтарио. В 2002 году удостоен литературной премии им. Мэтта Коэна. Его произведения переведены на немецкий, испанский и другие языки; на русском языке издан роман The Strange One («Чужак с острова Барра»).
Скончался 15 сентября 2012 года в больнице Скарборо в Торонто.

### На русском языке
- Чужак с острова Барра / Пер. с англ. А. Голембы. — М.: Молодая гвардия, 1974.
- «Роман-газета». — № 6. — 1976.